# Podi dei XXIV Giochi olimpici invernali
Le giornate dei XXIV Giochi olimpici invernali, che si sono svolti nella capitale cinese Pechino e nel distretto di Chongli di Zhangjiakou dal 4 al 20 febbraio 2022, sono state scandite dall'assegnazione delle medaglie nei 109 eventi delle 15 discipline in programma. Di seguito sono riportati i podi giorno per giorno come da calendario. Per le discipline con due o più atleti (dal pattinaggio di figura all'hockey su ghiaccio) si parla di squadra e la medaglia va assegnata alla nazione.  Nel caso di atleta singolo è riportato nome e cognome, nel caso di atleti della Cina e della Corea del Sud si riporta prima il cognome e poi il nome, come loro tradizione onomastica.

## 1ª giornata (5 febbraio)
| Disciplina              | Evento                       | Oro             | Argento                | Bronzo             |
| ----------------------- | ---------------------------- | --------------- | ---------------------- | ------------------ |
| Biathlon                | Staffetta 4x6 km mista       | Norvegia        | Francia                | ROC                |
| Freestyle               | Gobbe maschile               | Walter Wallberg | Mikaël Kingsbury       | Ikuma Horishima    |
| Pattinaggio di velocità | 3000 m femminile             | Irene Schouten  | Francesca Lollobrigida | Isabelle Weidemann |
| Salto con gli sci       | Trampolino normale femminile | Urša Bogataj    | Katharina Althaus      | Nika Križnar       |
| Sci di fondo            | Skiathlon femminile          | Therese Johaug  | Natal'ja Neprjaeva     | Teresa Stadlober   |
| Short track             | 2000 m staffetta mista       | Cina            | Italia                 | Ungheria           |

## 2ª giornata (6 febbraio)
| Disciplina              | Evento                      | Oro                  | Argento        | Bronzo              |
| ----------------------- | --------------------------- | -------------------- | -------------- | ------------------- |
| Freestyle               | Gobbe femminile             | Jakara Anthony       | Jaelin Kauf    | Anastasia Smirnova  |
| Pattinaggio di velocità | 5000 m maschile             | Nils van der Poel    | Patrick Roest  | Hallgeir Engebråten |
| Salto con gli sci       | Trampolino normale maschile | Ryōyū Kobayashi      | Manuel Fettner | Dawid Kubacki       |
| Sci di fondo            | Skiathlon maschile          | Aleksandr Bol'šunov  | Denis Spicov   | Iivo Niskanen       |
| Slittino                | Singolo maschile            | Johannes Ludwig      | Wolfgang Kindl | Dominik Fischnaller |
| Snowboard               | Slopestyle femminile        | Zoi Sadowski-Synnott | Julia Marino   | Tess Coady          |

## 3ª giornata (7 febbraio)
| Disciplina              | Evento                      | Oro             | Argento           | Bronzo                |
| ----------------------- | --------------------------- | --------------- | ----------------- | --------------------- |
| Biathlon                | 15 km individuale femminile | Denise Herrmann | Anaïs Chevalier   | Marte Olsbu Røiseland |
| Pattinaggio di figura   | Gara a squadre              | ROC             | Stati Uniti       | Giappone              |
| Pattinaggio di velocità | 1500 m femminile            | Ireen Wüst      | Miho Takagi       | Antoinette de Jong    |
| Salto con gli sci       | Gara a squadre mista        | Slovenia        | ROC               | Canada                |
| Sci alpino              | Discesa libera maschile     | Beat Feuz       | Johan Clarey      | Matthias Mayer        |
| Sci alpino              | Slalom gigante femminile    | Sara Hector     | Federica Brignone | Lara Gut              |
| Short track             | 1000 m maschile             | Ren Ziwei       | Li Wenlong        | Shaoang Liu           |
| Short track             | 500 m femminile             | Arianna Fontana | Suzanne Schulting | Kim Boutin            |
| Snowboard               | Slopestyle maschile         | Maxence Parrot  | Su Yiming         | Mark McMorris         |

## 4ª giornata (8 febbraio)
| Disciplina              | Evento                             | Oro                    | Argento             | Bronzo                  |
| ----------------------- | ---------------------------------- | ---------------------- | ------------------- | ----------------------- |
| Biathlon                | 20 km individuale maschile         | Quentin Fillon Maillet | Anton Smol'ski      | Johannes Thingnes Bø    |
| Curling                 | Doppio misto                       | Italia                 | Norvegia            | Svezia                  |
| Freestyle               | Big air femminile                  | Gu Ailing              | Tess Ledeux         | Mathilde Gremaud        |
| Pattinaggio di velocità | 1500 m maschile                    | Kjeld Nuis             | Thomas Krol         | Kim Min-seok            |
| Sci alpino              | Supergigante maschile              | Matthias Mayer         | Ryan Cochran-Siegle | Aleksander Aamodt Kilde |
| Sci di fondo            | Sprint maschile                    | Johannes Høsflot Klæbo | Federico Pellegrino | Aleksandr Terent'ev     |
| Sci di fondo            | Sprint femminile                   | Jonna Sundling         | Maja Dahlqvist      | Jessica Diggins         |
| Slittino                | Singolo femminile                  | Natalie Geisenberger   | Anna Berreiter      | Tat'jana Ivanova        |
| Snowboard               | Slalom gigante parallelo maschile  | Benjamin Karl          | Tim Mastnak         | Vic Wild                |
| Snowboard               | Slalom gigante parallelo femminile | Ester Ledecká          | Daniela Ulbing      | Glorija Kotnik          |

## 5ª giornata (9 febbraio)
| Disciplina        | Evento                      | Oro                | Argento               | Bronzo           |
| ----------------- | --------------------------- | ------------------ | --------------------- | ---------------- |
| Combinata nordica | Trampolino normale maschile | Vinzenz Geiger     | Jørgen Graabak        | Lukas Greiderer  |
| Freestyle         | Big air maschile            | Birk Ruud          | Colby Stevenson       | Henrik Harlaut   |
| Sci alpino        | Slalom speciale femminile   | Petra Vlhová       | Katharina Liensberger | Wendy Holdener   |
| Short track       | 1500 m maschile             | Hwang Dae-heon     | Steven Dubois         | Semën Elistratov |
| Slittino          | Doppio                      | Germania           | Germania              | Austria          |
| Snowboard         | Snowboard cross femminile   | Lindsey Jacobellis | Chloé Trespeuch       | Meryeta O'Dine   |

## 6ª giornata (10 febbraio)
| Disciplina              | Evento                   | Oro                 | Argento                 | Bronzo            |
| ----------------------- | ------------------------ | ------------------- | ----------------------- | ----------------- |
| Freestyle               | Salti a squadre miste    | Stati Uniti         | Cina                    | Canada            |
| Pattinaggio di figura   | Singolo maschile         | Nathan Chen         | Yūma Kagiyama           | Shōma Uno         |
| Pattinaggio di velocità | 5000 m femminile         | Irene Schouten      | Isabelle Weidemann      | Martina Sáblíková |
| Sci alpino              | Combinata maschile       | Johannes Strolz     | Aleksander Aamodt Kilde | James Crawford    |
| Sci di fondo            | 10 km femminile          | Therese Johaug      | Kerttu Niskanen         | Krista Pärmäkoski |
| Slittino                | Gara a squadre           | Germania            | Austria                 | Lettonia          |
| Snowboard               | Snowboard cross maschile | Alessandro Hämmerle | Éliot Grondin           | Omar Visintin     |
| Snowboard               | Halfpipe femminile       | Chloe Kim           | Queralt Castellet       | Sena Tomita       |

## 7ª giornata (11 febbraio)
| Disciplina              | Evento                  | Oro                   | Argento             | Bronzo                 |
| ----------------------- | ----------------------- | --------------------- | ------------------- | ---------------------- |
| Biathlon                | 7,5 km sprint femminile | Marte Olsbu Røiseland | Elvira Öberg        | Dorothea Wierer        |
| Pattinaggio di velocità | 10000 m maschile        | Nils van der Poel     | Patrick Roest       | Davide Ghiotto         |
| Sci alpino              | Supergigante femminile  | Lara Gut              | Mirjam Puchner      | Michelle Gisin         |
| Sci di fondo            | 15 km maschile          | Iivo Niskanen         | Aleksandr Bol'šunov | Johannes Høsflot Klæbo |
| Short track             | 1000 m femminile        | Suzanne Schulting     | Choi Min-jeong      | Hanne Desmet           |
| Skeleton                | Singolo maschile        | Christopher Grotheer  | Axel Jungk          | Yan Wengang            |
| Snowboard               | Halfpipe maschile       | Ayumu Hirano          | Scotty James        | Jan Scherrer           |

## 8ª giornata (12 febbraio)
| Disciplina              | Evento                    | Oro                  | Argento                | Bronzo           |
| ----------------------- | ------------------------- | -------------------- | ---------------------- | ---------------- |
| Biathlon                | 10 km sprint maschile     | Johannes Thingnes Bø | Quentin Fillon Maillet | Tarjei Bø        |
| Pattinaggio di velocità | 500 m maschile            | Gao Tingyu           | Cha Min-kyu            | Wataru Morishige |
| Salto con gli sci       | Trampolino lungo maschile | Marius Lindvik       | Ryōyū Kobayashi        | Karl Geiger      |
| Sci di fondo            | Staffetta femminile       | ROC                  | Germania               | Svezia           |
| Skeleton                | Singolo femminile         | Hannah Neise         | Jaclyn Narracott       | Kimberley Bos    |
| Snowboard               | Snowboard cross a squadre | Stati Uniti          | Italia                 | Canada           |

## 9ª giornata (13 febbraio)
| Disciplina              | Evento                        | Oro                    | Argento           | Bronzo            |
| ----------------------- | ----------------------------- | ---------------------- | ----------------- | ----------------- |
| Biathlon                | 12,5 km inseguimento maschile | Quentin Fillon Maillet | Tarjei Bø         | Ėduard Latypov    |
| Biathlon                | 10 km inseguimento femminile  | Marte Olsbu Røiseland  | Elvira Öberg      | Tiril Eckhoff     |
| Pattinaggio di velocità | 500 m femminile               | Erin Jackson           | Miho Takagi       | Angelina Golikova |
| Sci alpino              | Slalom gigante maschile       | Marco Odermatt         | Žan Kranjec       | Mathieu Faivre    |
| Sci di fondo            | Staffetta maschile            | ROC                    | Norvegia          | Francia           |
| Short track             | 500 m maschile                | Shaoang Liu            | Konstantin Ivliev | Steven Dubois     |
| Short track             | 3000 m staffetta femminile    | Paesi Bassi            | Corea del Sud     | Cina              |

## 10ª giornata (14 febbraio)
| Disciplina            | Evento                  | Oro               | Argento             | Bronzo             |
| --------------------- | ----------------------- | ----------------- | ------------------- | ------------------ |
| Bob                   | Monobob femminile       | Kaillie Humphries | Elana Meyers-Taylor | Christine de Bruin |
| Freestyle             | Salti femminile         | Xu Mengtao        | Hanna Hus'kova      | Megan Nick         |
| Pattinaggio di figura | Danza su ghiaccio       | Francia           | ROC                 | Stati Uniti        |
| Salto con gli sci     | Gara a squadre maschile | Austria           | Slovenia            | Germania           |

## 11ª giornata (15 febbraio)
| Disciplina              | Evento                           | Oro              | Argento              | Bronzo         |
| ----------------------- | -------------------------------- | ---------------- | -------------------- | -------------- |
| Biathlon                | Staffetta 4x7,5 km maschile      | Norvegia         | Francia              | ROC            |
| Bob                     | Bob a due maschile               | Germania         | Germania             | Germania       |
| Combinata nordica       | Trampolino lungo maschile        | Jørgen Graabak   | Jens Lurås Oftebro   | Akito Watabe   |
| Freestyle               | Slopestyle femminile             | Mathilde Gremaud | Gu Ailing            | Kelly Sildaru  |
| Pattinaggio di velocità | Inseguimento a squadre maschile  | Norvegia         | ROC                  | Stati Uniti    |
| Pattinaggio di velocità | Inseguimento a squadre femminile | Canada           | Giappone             | Paesi Bassi    |
| Sci alpino              | Discesa libera femminile         | Corinne Suter    | Sofia Goggia         | Nadia Delago   |
| Snowboard               | Big air maschile                 | Su Yiming        | Mons Røisland        | Maxence Parrot |
| Snowboard               | Big air femminile                | Anna Gasser      | Zoi Sadowski-Synnott | Kokomo Murase  |

## 12ª giornata (16 febbraio)
| Disciplina   | Evento                     | Oro            | Argento             | Bronzo                 |
| ------------ | -------------------------- | -------------- | ------------------- | ---------------------- |
| Biathlon     | Staffetta 4x6 km femminile | Svezia         | ROC                 | Germania               |
| Freestyle    | Salti maschile             | Qi Guangpu     | Oleksandr Abramenko | Il'ja Burov            |
| Freestyle    | Slopestyle maschile        | Alexander Hall | Nick Goepper        | Jesper Tjäder          |
| Sci alpino   | Slalom speciale maschile   | Clément Noël   | Johannes Strolz     | Sebastian Foss Solevåg |
| Sci di fondo | Sprint a squadre maschile  | Norvegia       | Finlandia           | ROC                    |
| Sci di fondo | Sprint a squadre femminile | Germania       | Svezia              | ROC                    |
| Short track  | 5000 m staffetta maschile  | Canada         | Corea del Sud       | Italia                 |
| Short track  | 1500 m femminile           | Choi Min-jeong | Arianna Fontana     | Suzanne Schulting      |

## 13ª giornata (17 febbraio)
| Disciplina              | Evento                  | Oro             | Argento            | Bronzo            |
| ----------------------- | ----------------------- | --------------- | ------------------ | ----------------- |
| Combinata nordica       | Gara a squadre maschile | Norvegia        | Germania           | Giappone          |
| Freestyle               | Ski cross femminile     | Sandra Näslund  | Marielle Thompson  | Fanny Smith       |
| Hockey su ghiaccio      | Torneo femminile        | Canada          | Stati Uniti        | Finlandia         |
| Pattinaggio di figura   | Singolo femminile       | Anna Ščerbakova | Aleksandra Trusova | Kaori Sakamoto    |
| Pattinaggio di velocità | 1000 m femminile        | Miho Takagi     | Jutta Leerdam      | Brittany Bowe     |
| Sci alpino              | Combinata femminile     | Michelle Gisin  | Wendy Holdener     | Federica Brignone |

## 14ª giornata (18 febbraio)
| Disciplina              | Evento                              | Oro                  | Argento           | Bronzo                      |
| ----------------------- | ----------------------------------- | -------------------- | ----------------- | --------------------------- |
| Biathlon                | 15 km partenza in linea maschile    | Johannes Thingnes Bø | Martin Ponsiluoma | Vetle Sjåstad Christiansen  |
| Biathlon                | 12,5 km partenza in linea femminile | Justine Braisaz      | Tiril Eckhoff     | Marte Olsbu Røiseland       |
| Freestyle               | Ski cross maschile                  | Ryan Regez           | Alex Fiva         | Sergej Ridzik               |
| Freestyle               | Halfpipe femminile                  | Gu Ailing            | Cassie Sharpe     | Rachael Karker              |
| Pattinaggio di velocità | 1000 m maschile                     | Thomas Krol          | Laurent Dubreuil  | Håvard Holmefjord Lorentzen |

## 15ª giornata (19 febbraio)
| Disciplina              | Evento               | Oro                 | Argento         | Bronzo                 |
| ----------------------- | -------------------- | ------------------- | --------------- | ---------------------- |
| Bob                     | Bob a due femminile  | Germania            | Germania        | Stati Uniti            |
| Curling                 | Torneo maschile      | Svezia              | Gran Bretagna   | Canada                 |
| Freestyle               | Halfpipe maschile    | Nico Porteous       | David Wise      | Alex Ferreira          |
| Pattinaggio di figura   | Coppie               | Cina                | ROC             | ROC                    |
| Pattinaggio di velocità | Mass start maschile  | Bart Swings         | Chung Jae-won   | Lee Seung-hoon         |
| Pattinaggio di velocità | Mass start femminile | Irene Schouten      | Ivanie Blondin  | Francesca Lollobrigida |
| Sci di fondo            | 50 km maschile       | Aleksandr Bol'šunov | Ivan Jakimuškin | Simen Hegstad Krüger   |

## 16ª giornata (20 febbraio)
| Disciplina         | Evento                 | Oro            | Argento         | Bronzo          |
| ------------------ | ---------------------- | -------------- | --------------- | --------------- |
| Bob                | Bob a quattro maschile | Germania       | Germania        | Canada          |
| Curling            | Torneo femminile       | Gran Bretagna  | Giappone        | Svezia          |
| Hockey su ghiaccio | Torneo maschile        | Finlandia      | ROC             | Slovacchia      |
| Sci alpino         | Gara a squadre         | Austria        | Germania        | Norvegia        |
| Sci di fondo       | 30 km femminile        | Therese Johaug | Jessica Diggins | Kerttu Niskanen |